# Паоло Балд'єрі
Паоло Балд'єрі (італ. Paolo Baldieri, нар. 2 лютого 1965, Рим) — італійський футболіст, що грав на позиції нападника.

## Клубна кар'єра
Народився 2 лютого 1965 року в місті Рим. Займався футболом у місцевому клубі «Ромулея», а 1981 року опинився в «Ромі». Тренер «вовків» Нільс Лідгольм став підпускати гравця до першої команди і 14 квітня 1983 року в грі Кубка Італії він дебютував за першу команду. Втім у Серії А вперше зіграв лише в наступному сезоні, вийшовши на поле в останній грі сезону проти «Катаньї» (2:2).
1984 року Балд'єрі перейшов у «Пізу», з якою у першому ж сезоні виграв Серію Б і вийшов в елітний дивізіон. Втім там команда зайняла 14-те місце і не втрималась у вищому дивізіоні, хоча і здобула Кубок Мітропи, після чого Паоло повернувся у «Рому», де знову не зміг закріпитись.
Після цього недовго погравши у «Емполі» та «Авелліно», 1989 року він втретє повернувся в «Рому», втім і цього разу основним гравцем не став і змушений був перейти у «Пескару».
1991 року уклав контракт з клубом «Лечче», у складі якого провів наступні чотири роки своєї кар'єри гравця. Більшість часу, проведеного у складі «Лечче», був основним гравцем атакувальної ланки команди.
Протягом 1995—1997 років захищав кольори клубів «Перуджа» та «Савойя», а завершив професійну ігрову кар'єру у клубі «Чивітавеккія», за який виступав протягом 1997—1998 років. 
Загалом за кар'єру провів у Серії А 112 ігор, в яких забив 18 голів, граючи за клуби «Рома», «Піза», «Емполі» та «Лечче».

## Виступи за збірні
Протягом 1984—1986 років залучався до складу молодіжної збірної Італії, з якою став фіналістом молодіжного чемпіонату Європи 1986 року. На молодіжному рівні зіграв у 14 офіційних матчах, забив 9 голів.
1987 року захищав кольори олімпійської збірної Італії. У складі цієї команди провів 1 матч.

## Титули і досягнення
- Чемпіон Італії (1):

«Рома»: 1982–1983
- Володар Кубка Італії (1):

«Рома»: 1983–1984
- Володар Кубка Мітропи (1):

«Піза»: 1986